# Gondwana

Ziemia w triasie (200 milionów lat temu)

Gondwana – południowy superkontynent, istniejący w paleozoiku i na początku mezozoiku oraz ponownie pod koniec mezozoiku i na początku kenozoiku. Jego nazwa pochodzi od północnego regionu Indii, a termin ten wprowadził jako pierwszy Eduard Suess, który stwierdził m.in. zaskakujące podobieństwo wymarłej flory glossopterisowej na obu wybrzeżach południowego Atlantyku.

## Historia geologiczna
Gondwana powstała po raz pierwszy w okresie kambryjskim, 550–500 milionów lat temu, wraz z rozpadem superkontynentu Pannocji. Przez większą część ery paleozoicznej biegun południowy znajdował się na obszarze tego superkontynentu, w związku z czym w chłodniejszych okresach tworzyły się na nim czapy lodowe. Około 300 milionów lat temu zamknął się stosunkowo niewielki ocean Reik i mniejszy superkontynent Laurosji połączył się z Gondwaną, tworząc Pangeę.
Na masę lądową Gondwany składały się dzisiejsze: Ameryka Południowa, Afryka, Indie, Australia, Antarktyda i południowo-wschodnia część Azji oraz mniejsze mikrokontynenty, jak Zelandia i Madagaskar.
Pangea rozpadła się w okresie jurajskim, około 180 mln lat temu, odtwarzając superkontynent Gondwany, choć nie dokładnie taki sam. Niewielkie bloki lądowe, m.in. Floryda, pozostały połączone z Ameryką Północną. Już w kredzie Afryka i Indie odłączyły się od pozostałych części Gondwany, otwierając południowy Atlantyk i Ocean Indyjski. Ostateczny rozpad superkontynentu nastąpił w erze kenozoicznej, gdy najpierw Ameryka Południowa, a potem Australia oddzieliły się od Antarktydy.

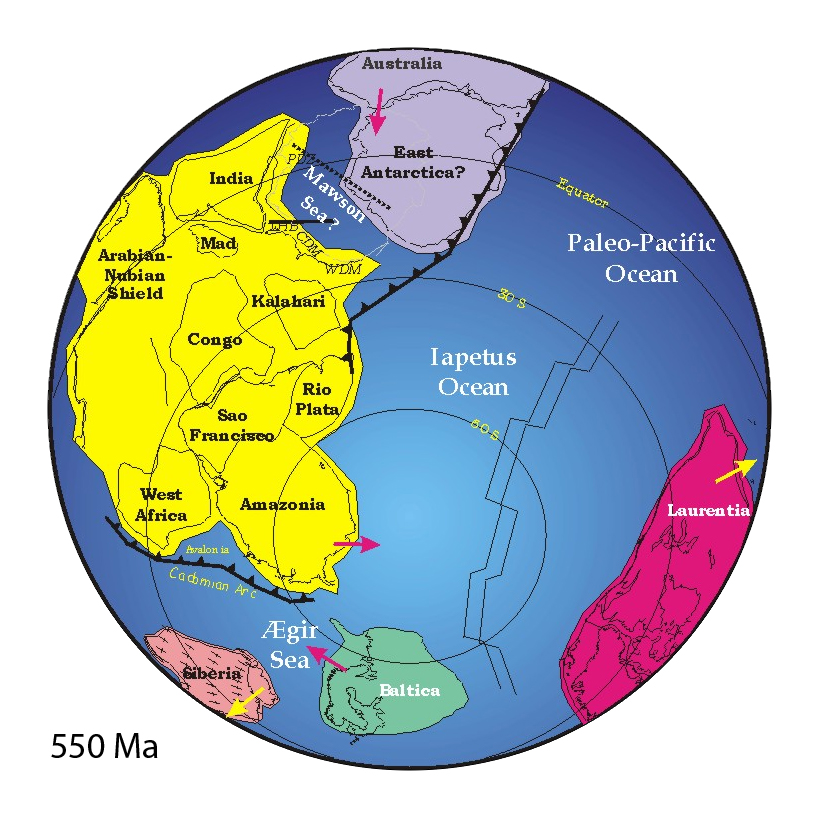
Ziemia przed 550 mln lat, końcowa faza formowania się Gondwany